# Elecciones provinciales de Santa Fe de 2019
Las elecciones generales de la provincia de Santa Fe de 2019 se llevaron a cabo el 16 de junio de 2019, para elegir gobernador, vicegobernador, 19 senadores y 50 diputados provinciales.
El resultado fue una victoria para el senador nacional Omar Perotti del Partido Justicialista con 42,31%, contra el 37,91% del exgobernador Antonio Bonfatti del Partido Socialista. En tercer lugar quedó el intendente de Santa Fe José Manuel Corral de Cambiemos con el 19%.
Con esta victoria, el Partido Justicialista volvió a la gobernación de la provincia después de perderla a manos del Frente Progresista Cívico y Social en 2007, terminando con tres mandatos consecutivos socialistas.
El día de las elecciones, se produjo un apagón nacional, dejando a todo el país (excepto Tierra del Fuego), sin luz eléctrica. De este modo, la primera mitad de la jornada electoral transcurrió esencialmente a oscuras.

## Candidatos

### Elecciones generales
| Logo                                                                                                | Logo                                                                                                | Partido/Alianza                    | Candidato a gobernador                       | Candidato a gobernador                       | Candidato a vicegobernador | Candidato a vicegobernador |
| --------------------------------------------------------------------------------------------------- | --------------------------------------------------------------------------------------------------- | ---------------------------------- | -------------------------------------------- | -------------------------------------------- | -------------------------- | -------------------------- |
| | | Frente Juntos                      |                                              | Omar Perotti                                 |                            | Alejandra Rodenas          |
| - Senador Nacional por Santa Fe (2015-2019)                                                         | - Senador Nacional por Santa Fe (2015-2019)                                                         | Frente Juntos                      | - Diputada Nacional por Santa Fe (2017-2019) | - Diputada Nacional por Santa Fe (2017-2019) |                            |                            |
| | | Frente Progresista Cívico y Social |                                              | Antonio Bonfatti                             |                            | María Victoria Tejeda      |
| - Presidente de la Cámara de Diputados de Santa Fe (2015-2019) - Gobernador de Santa Fe (2011-2015) | - Presidente de la Cámara de Diputados de Santa Fe (2015-2019) - Gobernador de Santa Fe (2011-2015) | Frente Progresista Cívico y Social | - Diputada provincial (2015-2019)            | - Diputada provincial (2015-2019)            |                            |                            |
| | | Cambiemos                          |                                              | José Manuel Corral                           |                            | Ana Laura "Anita" Martínez |
| - Intendente de Santa Fe (2011-2019)                                                                | - Intendente de Santa Fe (2011-2019)                                                                | Cambiemos                          | - Concejal de Rosario (2017-2021)            | - Concejal de Rosario (2017-2021)            |                            |                            |

### Elecciones primarias
Estos candidatos fueron superados en las elecciones internas por otra lista del mismo partido, por lo que no participaron de las elecciones generales:
| Logo | Logo | Partido/Alianza | Candidato a gobernador | Candidato a gobernador | Candidato a vicegobernador | Candidato a vicegobernador |
| ---- | ---- | --------------- | ---------------------- | ---------------------- | -------------------------- | -------------------------- |
|      |      | Frente Juntos   |                        | María Eugenia Bielsa   |                            | Danilo Hugo José Capitani  |

Estos candidatos no recibieron al menos el 1,5% de los votos sobre los electores registrados en las elecciones primarias para pasar a las elecciones generales:
| Logo | Logo | Partido/Alianza                           | Partidos en la alianza                                                                        | Candidato a gobernador | Candidato a gobernador | Candidato a vicegobernador | Candidato a vicegobernador |
| ---- | ---- | ----------------------------------------- | --------------------------------------------------------------------------------------------- | ---------------------- | ---------------------- | -------------------------- | -------------------------- |
|      |      | Frente de Izquierda y de los Trabajadores | - Izquierda por una Opción Socialista - La Izquierda de los Trabajadores - Partido del Obrero |                        | Octavio Crivaro        |                            | María Elena Molina         |
|      |      | Nueva Izquierda                           | Partido sin alianza                                                                           |                        | María Jimena Sosa      |                            | Carlos Horacio Perea       |
|      |      | Alternativa Federal                       | - Partido Federal - Política Abierta para la Integridad Social                                |                        | Pablo Fernando Di Bert |                            | Claudia Quintero           |
|      |      | Espacio Grande                            | - Partido Conservador Popular - Partido Autonomista de Santa Fe                               |                        | Juan Antonio Martino   |                            | Ronal Alberto Bozitkovic   |

## Encuestas PASO
| Encuestadora            | Antonio Bonfatti | Omar Perotti | María Eugenia Bielsa | José Manuel Corral | Octavio Crivaro | Pablo Dibert | Juan Antonio Martino | María Jimena Sosa | Indecisos | Blanco |
| ----------------------- | ---------------- | ------------ | -------------------- | ------------------ | --------------- | ------------ | -------------------- | ----------------- | --------- | ------ |
| Raúl Aragón y Asociados | 29,5             | 27,7         | 19,1                 | 18,2               | 3,5             | 0,9          | 0,8                  | 0,4               | —         | —      |
| Proyección Management   | 24,5             | 19,5         | 17,6                 | 19,2               | 3,2             | 3,8          | —                    | —                 | 9,8       | 2,4    |
| Fuente:                 |                  |              |                      |                    |                 |              |                      |                   |           |        |

## Primarias
El 28 de abril de 2019 se realizaron las elecciones primarias, quedando habilitadas para participar aquellas fuerzas que alcanzaron el 1,5% de los votos sobre los electores registrados.

### Gobernador y vicegobernador
| Partido/Alianza        | Partido/Alianza                           | Interna               | Fórmula                   | Fórmula                    | Interna               | Interna               | Partido   | Partido             |
| Partido/Alianza        | Partido/Alianza                           | Interna               | Gobernador                | Vicegobernador             | Votos                 | %                     | Votos     | % (sobre electores) |
| ---------------------- | ----------------------------------------- | --------------------- | ------------------------- | -------------------------- | --------------------- | --------------------- | --------- | ------------------- |
|                        | Frente Juntos                             | Sumar                 | Omar Perotti              | Alejandra Rodenas          | 465.061               | 66,04                 | 704.168   | 26,38               |
| Encuentro por Santa Fe | Frente Juntos                             | María Eugenia Bielsa  | Danilo Hugo José Capitani | 239.107                    | 33,96                 |                       | 704.168   | 26,38               |
|                        | Frente Progresista Cívico y Social        | Adelante              | Antonio Bonfatti          | María Victoria Tejeda      | 510.445               | 100                   | 510.445   | 19,12               |
|                        | Cambiemos                                 | Vamos Juntos          | José Manuel Corral        | Ana Laura "Anita" Martínez | 322.935               | 100                   | 322.935   | 12,10               |
|                        | Frente de Izquierda y de los Trabajadores | Roja                  | Octavio Crivaro           | María Elena Molina         | 37.165                | 100                   | 37.165    | 1,39                |
|                        | Nueva Izquierda                           | Renovar la Izquierda  | María Jimena Sosa         | Carlos Horacio Perea       | 25.926                | 100                   | 25.926    | 0,97                |
|                        | Alternativa Federal                       | Alternativa Santa Fe  | Pablo Fernando Di Bert    | Claudia Cristina Quintero  | 23.686                | 100                   | 23.686    | 0,89                |
|                        | Espacio Grande                            | Con Fe y Esperanza    | Juan Antonio Martino      | Ronal Alberto Bozitkovic   | 20.314                | 100                   | 20.314    | 0,76                |
| Votos afirmativos      | Votos afirmativos                         | Votos afirmativos     | Votos afirmativos         | Votos afirmativos          | Votos afirmativos     | Votos afirmativos     | 1.644.639 | 88,52               |
| Votos en blanco        | Votos en blanco                           | Votos en blanco       | Votos en blanco           | Votos en blanco            | Votos en blanco       | Votos en blanco       | 120.221   | 6,47                |
| Votos nulos            | Votos nulos                               | Votos nulos           | Votos nulos               | Votos nulos                | Votos nulos           | Votos nulos           | 92.986    | 5,01                |
| Participación          | Participación                             | Participación         | Participación             | Participación              | Participación         | Participación         | 1.857.846 | 69,59               |
| Electores registrados  | Electores registrados                     | Electores registrados | Electores registrados     | Electores registrados      | Electores registrados | Electores registrados | 2.669.708 | 100                 |
| Fuente:                |                                           |                       |                           |                            |                       |                       |           |                     |

### Cámara de Diputados
| Partido/Alianza            | Partido/Alianza                                   | Interna                  | Interna               | Interna               | Partido   | Partido             |
| Partido/Alianza            | Partido/Alianza                                   | Interna                  | Votos                 | %                     | Votos     | % (sobre electores) |
| -------------------------- | ------------------------------------------------- | ------------------------ | --------------------- | --------------------- | --------- | ------------------- |
|                            | Frente Progresista Cívico y Social                | Adelante                 | 561.883               | 100                   | 561.883   | 21,05               |
|                            | Frente Juntos                                     | Sumar                    | 102.424               | 25,64                 | 399.535   | 14,97               |
| Encuentro por Santa Fe     | Frente Juntos                                     | 63.045                   | 15,78                 |                       | 399.535   | 14,97               |
| Unidos Podemos             | Frente Juntos                                     | 53.608                   | 13,42                 |                       | 399.535   | 14,97               |
| Desafío 2019               | Frente Juntos                                     | 52.989                   | 13,26                 |                       | 399.535   | 14,97               |
| Llegó la Hora              | Frente Juntos                                     | 44.317                   | 11,09                 |                       | 399.535   | 14,97               |
| Unidos por Santa Fe        | Frente Juntos                                     | 29.257                   | 7,32                  |                       | 399.535   | 14,97               |
| Por la Vida y el Trabajo   | Frente Juntos                                     | 25.155                   | 6,30                  |                       | 399.535   | 14,97               |
| Honestidad y Compromiso    | Frente Juntos                                     | 21.792                   | 5,45                  |                       | 399.535   | 14,97               |
| Memoria, Verdad y Justicia | Frente Juntos                                     | 3.586                    | 0,90                  |                       | 399.535   | 14,97               |
| Diseñando Nuestro Futuro   | Frente Juntos                                     | 3.362                    | 0,84                  |                       | 399.535   | 14,97               |
|                            | Cambiemos                                         | Vamos Juntos             | 199.741               | 100                   | 199.741   | 7,48                |
|                            | Unite por la Familia y la Vida (PCP - UNITE - PP) | Somos Vida               | 152.517               | 100                   | 152.517   | 5,71                |
|                            | Igualdad y Participación                          | Igualdad                 | 48.916                | 74,58                 | 65.593    | 2,46                |
| Pensando en Vos            | Igualdad y Participación                          | 16.677                   | 25,42                 |                       | 65.593    | 2,46                |
|                            | Frente Social y Popular (UP - PTP - PSA)          | Unidad Social y Popular  | 63.760                | 100                   | 63.760    | 2,39                |
|                            | Frente de Izquierda y de los Trabajadores         | Roja                     | 24.557                | 100                   | 24.557    | 0,92                |
|                            | Espacio Grande                                    | Ciudadanos en Red        | 13.491                | 66,77                 | 20.205    | 0,76                |
| Con Fe y Esperanza         | Espacio Grande                                    | 6.714                    | 33,23                 |                       | 20.205    | 0,76                |
|                            | Confluencia Santafesina                           | Confluencia por Santa Fe | 18.674                | 100                   | 18.674    | 0,70                |
|                            | Nueva Izquierda                                   | Renovar la Izquierda     | 14.171                | 100                   | 14.171    | 0,53                |
|                            | Santa Fe para Todos                               | Acción y Desarrollo      | 10.277                | 100                   | 10.277    | 0,38                |
|                            | Alternativa Federal                               | Alternativa Santa Fe     | 5.675                 | 100                   | 5.675     | 0,21                |
|                            | Partido Nacionalista Constitucional - UNIR        | Juntos a la Par          | 4.857                 | 100                   | 4.857     | 0,18                |
|                            | Unión por la Libertad                             | Tradición Santafesina    | 4.850                 | 100                   | 4.850     | 0,18                |
| Votos afirmativos          | Votos afirmativos                                 | Votos afirmativos        | Votos afirmativos     | Votos afirmativos     | 1.546.295 | 83,23               |
| Votos en blanco            | Votos en blanco                                   | Votos en blanco          | Votos en blanco       | Votos en blanco       | 202.349   | 10,89               |
| Votos nulos                | Votos nulos                                       | Votos nulos              | Votos nulos           | Votos nulos           | 109.202   | 5,88                |
| Participación              | Participación                                     | Participación            | Participación         | Participación         | 1.857.846 | 69,59               |
| Electores registrados      | Electores registrados                             | Electores registrados    | Electores registrados | Electores registrados | 2.669.708 | 100                 |
| Fuente:                    |                                                   |                          |                       |                       |           |                     |

## Generales

### Gobernador y vicegobernador
| Fórmula               | Fórmula                    | Partido/Alianza       | Partido/Alianza                    | Votos     | %     |
| Gobernador            | Vicegobernador             | Partido/Alianza       | Partido/Alianza                    | Votos     | %     |
| --------------------- | -------------------------- | --------------------- | ---------------------------------- | --------- | ----- |
| Omar Perotti          | Alejandra Rodenas          |                       | Frente Juntos                      | 745.996   | 42,31 |
| Antonio Bonfatti      | María Victoria Tejeda      |                       | Frente Progresista Cívico y Social | 668.269   | 37,91 |
| José Manuel Corral    | Ana Laura "Anita" Martínez |                       | Cambiemos                          | 348.728   | 19,78 |
| Votos afirmativos     | Votos afirmativos          | Votos afirmativos     | Votos afirmativos                  | 1.762.993 | 91,64 |
| Votos en blanco       | Votos en blanco            | Votos en blanco       | Votos en blanco                    | 76.962    | 4,00  |
| Votos nulos           | Votos nulos                | Votos nulos           | Votos nulos                        | 83.765    | 4,35  |
| Participación         | Participación              | Participación         | Participación                      | 1.923.720 | 71,91 |
| Electores registrados | Electores registrados      | Electores registrados | Electores registrados              | 2.675.157 | 100   |
| Fuente:               |                            |                       |                                    |           |       |

### Cámara de Diputados
| Partido/Alianza       | Partido/Alianza                                   | Votos     | %     | Bancas | +/-         | Candidatos |
| --------------------- | ------------------------------------------------- | --------- | ----- | ------ | ----------- | --- |
|                       | Frente Progresista Cívico y Social                | 712.485   | 41,17 | 28/50  | Sin cambios | Ver candidatos: 1. Miguel Lifschitz (PS) 2. Erica Rut Hynes (PS) 3. Maximiliano Pullaro (UCR) 4. Jimena Guadalupe Senn (UCR) 5. Pablo Gustavo Farías (PS) 6. Claudia Elisabeth Balagué (PS) 7. Claudio Fabián Palo Oliver (UCR) 8. Clara García (PS) 9. Joaquín Andrés Blanco (PS) 10. Gisel Mahmud (PS) 11. Gabriel Edgardo Real (PDP) 12. Marlen Luciana Espíndola (UCR) 13. José León Garibay (PS) 14. Silvana Rosina di Stefano (UCR) 15. Juan Cruz Cándido (UCR) 16. Lionella Cattalini (PS) 17. Ariel Esteban Bermúdez (CREO) 18. María Laura Corgniali (PS) 19. Marcelo Omar González (UCR) 20. Lorena Teresita Ulieldín (PS) 21. Fabián Lionel Bastía (UCR) 22. Georgina Luz Orciani (UCR) 23. Esteban José Lenci (PS) 24. Silvia Susana Ciancio (UCR) 25. Pablo Adrián Pinotti (PS) 26. Mónica Cecilia Peralta (GEN) 27. Sergio José Basile (UCR) 28. Rosana Laura Bellatti (PS) |
|                       | Frente Juntos                                     | 323.801   | 18,71 | 7/50   | 3           | Ver candidatos: 1. Leandro Busatto 2. Silvina Patricia Frana 3. Oscar Ariel Martínez 4. Luis Daniel Rubeo 5. Paola Cecilia Bravo 6. Lucila de Ponti 7. Ricardo Dionisio Olivera 8. Matilde Marina Bruera 9. Claudia Alejandra Giaccone 10. Osvaldo Oscar Miatello 11. Marcela Leonor Aeberhard 12. Germán Andrés Bacarella 13. Antonio Ricardo Donello 14. Oscar Alberto Daniele 15. Eduardo Oscar Valentín Romagnoli 16. Verónica Cristina Porcelli 17. Daniel Florencio Sorrequieta 18. Marianela Blangini 19. Andrés Dentesano 20. Omar Gabriel Príncipe 21. Germán Pedro Martínez 22. Franco de Cristofano 23. Germán Alcides Osvaldo Kahlow 24. Soledad Vanesa Zalazar 25. Antonio Jorge Milici 26. Claudio Pedro Leoni 27. María Cristina Bonadeo 28. Gisela Ivanna Wild |
|                       | Unite por la Familia y la Vida (PCP - UNITE - PP) | 287.705   | 16,63 | 6/50   | 6           | Ver candidatos: 1. Amalia Granata 2. Arnaldo Walter Ghione 3. Nicolás Fernando Mayoraz 4. Betina Inés Florito 5. Juan Domingo Argañaraz 6. Natalia Armas Belavi 7. Emiliano José Peralta 8. Karina Elisabeth Martínez 9. César Luis Trabattoni 10. Adrián Gabriel Castelli 11. Norma Graciela Perg 12. René Raimundo Pérez 13. Yanina Luciana Correa 14. Juan Ricardo Fetter 15. Marta Sandra Noriega Lescano 16. Héctor Gustavo Ramón Riberi 17. Mónica Valeria Cianchetta 18. Gustavo Andrés Rojkin 19. Marta Aurora Chito 20. Gustavo Martin Fuchs 21. Ana Lydia Alarcón 22. Víctor Alejandro Chacoma 23. Ana María Segovia 24. Viviana Lea Pérez 25. Claudia Rosana Villalba 26. María Alejandra Desiato 27. Silvia Letizia Hudec 28. Martín Ramiro Leiva |
|                       | Cambiemos                                         | 223.395   | 12,91 | 5/50   | 5           | Ver candidatos: 1. Gabriel Felipe Chumpitaz Filipone 2. Alejandro Boscarol 3. María Ximena Sola 4. Julián Galdeano 5. Sebastián Emilio Julierac Pinasco 6. Cesira Arcando 7. Jorge Nicolás Bacca 8. Hugo María Marcucci 9. María Paula Mascheroni 10. Raúl Augusto Fernández 11. Natalia Capparelli 12. Hugo César Menossi 13. Lorena Alicia Bustos 14. Fernando Ariel Oldani 15. Diana Bilicich 16. Pablo Diego Varoli 17. María Silvia Migno 18. Andrés Alejandro Chiarrello 19. Gerardo Daniel Colotti 20. Verónica Jorgelina Vicini 21. Rodrigo Ángel Cerda 22. Hernán Raúl Armando Bollici 23. Adriana Elina Tomás 24. Ernesto Federico Pancrazio 25. Juan Bautista Degiovanni 26. Carlos Álvaro Gómez Tomei 27. Ariel Eduardo Zuliani 28. Marina Florencia Lufiego |
|                       | Frente Social y Popular (UP - PTP - PSA)          | 99.374    | 5,74  | 2/50   | Sin cambios | Ver candidatos: 1. Carlos del Frade 2. Damaris Andrea Pacchiotti 3. Mercedes Meier 4. Antonio Salinas 5. Leticia Beatriz Quagliaro 6. Fernando Matías Rey 7. Luciana Clarisa Seminara 8. Noelia Soledad Caudet 9. Marina Boldrini 10. Sergio Sarkissian 11. David Omar Rullo 12. Nazarena Galantini 13. Daniel Alberto Cenzón 14. Pablo Porporato 15. Analía Elizabeth Abreu 16. Luciano Andrés Garnero 17. Marcelo Andrés Cortes 18. Agustina Barukel 19. Mario Juan Domingo Contreras 20. Beatriz Viviana Figueroa 21. Danisa Alexandra Villa 22. María Florencia Álvarez 23. Rafael Alberto Romano 24. Liliana Mariel Galeano 25. Susana Espinoza 26. Leticia Faccendini 27. Natalia Soledad Lapele 28. Pablo Aníbal Payro |
|                       | Igualdad y Participación                          | 83.640    | 4,83  | 2/50   | 2           | Ver candidatos: 1. Rubén Giustiniani 2. Agustina Micaela Donnet 3. Silvia Augsburger 4. Rodolfo Carlos Saavedra 5. Rosita Clara Teresa Bottassi 6. Héctor Miguel Reinoso 7. Maira Anabela Sequeira 8. Norberto Raúl Soriano 9. Pedro Casimiro Narvaiz 10. Sabrina Verónica Otto 11. Soraya Ainalen Lavina 12. Alberto Aroldo Zamirri 13. Melania Caren Rein 14. Martín Héctor Suárez 15. Carla María Moro 16. Felipe Marcelo Brescovich 17. Laura Mariela Dobanton 18. Matías Nicolás Piombetti 19. Marilina Andrea Zurbriggen 20. Juan Segundo Tolosa 21. Carina Beatriz Ortega 22. Mailén Graciela Bangerter 23. Dabel Leandro Franco 24. Rodolfo Alfredo Sponton 25. Carina Beatriz Herrera 26. Maximiliano Emanuel Regazzi 27. Diana Emilia Sandoz 28. Javier Eduardo Ganem |
| Votos afirmativos     | Votos afirmativos                                 | 1.730.400 | 89,95 |        |             | |
| Votos en blanco       | Votos en blanco                                   | 110.501   | 5,74  |        |             | |
| Votos nulos           | Votos nulos                                       | 82.819    | 4,31  |        |             | |
| Participación         | Participación                                     | 1.923.720 | 71,91 |        |             | |
| Electores registrados | Electores registrados                             | 2.675.157 | 100   |        |             | |
| Fuente:               |                                                   |           |       |        |             | |

### Cámara de Senadores
| Partido/Alianza       | Partido/Alianza                                   | Votos     | %     | Bancas |
| --------------------- | ------------------------------------------------- | --------- | ----- | ------ |
|                       | Frente Juntos                                     | 743.095   | 42,45 | 11/19  |
|                       | Frente Progresista Cívico y Social                | 614.472   | 35,11 | 7/19   |
|                       | Cambiemos                                         | 301.585   | 17,23 | 1/19   |
|                       | Unite por la Familia y la Vida (PCP - UNITE - PP) | 26.365    | 1,51  |        |
|                       | Frente de Izquierda y de los Trabajadores         | 26.194    | 1,50  |        |
|                       | Frente Social y Popular (UP - PTP - PSA)          | 24.001    | 1,37  |        |
|                       | Unidos                                            | 8.206     | 0,47  |        |
|                       | Espacio Grande                                    | 3.066     | 0,18  |        |
|                       | Unión por la Libertad                             | 2.020     | 0,12  |        |
|                       | Alternativa Federal                               | 1.342     | 0,08  |        |
| Votos afirmativos     | Votos afirmativos                                 | 1.750.346 | 90,99 |        |
| Votos en blanco       | Votos en blanco                                   | 90.455    | 4,70  |        |
| Votos nulos           | Votos nulos                                       | 82.919    | 4,31  |        |
| Participación         | Participación                                     | 1.923.720 | 71,91 |        |
| Electores registrados | Electores registrados                             | 2.675.157 | 100   |        |
| Fuente:               |                                                   |           |       |        |

#### Resultados por departamentos
| Belgrano 1 Senador                   | Belgrano 1 Senador    | Belgrano 1 Senador                        | Belgrano 1 Senador | Belgrano 1 Senador |
| Candidato                            | Partido/Alianza       | Partido/Alianza                           | Votos              | %                  |
| ------------------------------------ | --------------------- | ----------------------------------------- | ------------------ | ------------------ |
| Guillermo Mario Cornaglia            |                       | Frente Juntos                             | 14.236             | 56,00              |
| Miguel Ángel Solís (PS)              |                       | Frente Progresista Cívico y Social        | 7.044              | 27,71              |
| Roberto Raúl Leonzini                |                       | Cambiemos                                 | 4.142              | 16,29              |
| Votos afirmativos                    | Votos afirmativos     | Votos afirmativos                         | 25.422             | 91,78              |
| Votos en blanco                      | Votos en blanco       | Votos en blanco                           | 1.303              | 4,70               |
| Votos nulos                          | Votos nulos           | Votos nulos                               | 973                | 3,51               |
| Participación                        | Participación         | Participación                             | 27.698             | 73,83              |
| Electores registrados                | Electores registrados | Electores registrados                     | 37.516             | 100                |
| Caseros 1 Senador                    |                       |                                           |                    |                    |
| Candidato                            | Partido/Alianza       | Partido/Alianza                           | Votos              | %                  |
| Eduardo Daniel Rosconi               |                       | Frente Juntos                             | 29.350             | 62,20              |
| Jorge Mario Álvarez (UCR)            |                       | Frente Progresista Cívico y Social        | 10.218             | 21,66              |
| Hernán Noceti                        |                       | Cambiemos                                 | 4.437              | 9,40               |
| Sebastián Miguel Ciribeni            |                       | Frente Social y Popular                   | 1.838              | 3,90               |
| Eduardo Herman Gentiletti            |                       | Alternativa Federal                       | 1.342              | 2,84               |
| Votos afirmativos                    | Votos afirmativos     | Votos afirmativos                         | 47.185             | 89,67              |
| Votos en blanco                      | Votos en blanco       | Votos en blanco                           | 3.115              | 5,92               |
| Votos nulos                          | Votos nulos           | Votos nulos                               | 2.322              | 4,41               |
| Participación                        | Participación         | Participación                             | 52.622             | 75,39              |
| Electores registrados                | Electores registrados | Electores registrados                     | 69.796             | 100                |
| Castellanos 1 Senador                |                       |                                           |                    |                    |
| Candidato                            | Partido/Alianza       | Partido/Alianza                           | Votos              | %                  |
| Alcides Lorenzo Calvo                |                       | Frente Juntos                             | 53.067             | 56,02              |
| Omar Ángel Martínez (PS)             |                       | Frente Progresista Cívico y Social        | 23.943             | 25,27              |
| Miguel Ángel Rocchia                 |                       | Cambiemos                                 | 17.724             | 18,71              |
| Votos afirmativos                    | Votos afirmativos     | Votos afirmativos                         | 94.734             | 91,00              |
| Votos en blanco                      | Votos en blanco       | Votos en blanco                           | 5.576              | 5,36               |
| Votos nulos                          | Votos nulos           | Votos nulos                               | 3.794              | 3,64               |
| Participación                        | Participación         | Participación                             | 104.104            | 73,00              |
| Electores registrados                | Electores registrados | Electores registrados                     | 142.616            | 100                |
| Constitución 1 Senador               |                       |                                           |                    |                    |
| Candidato                            | Partido/Alianza       | Partido/Alianza                           | Votos              | %                  |
| Germán Eduardo Giacomino (UCR)       |                       | Frente Progresista Cívico y Social        | 33.009             | 66,60              |
| Iván José Camats                     |                       | Frente Juntos                             | 10.395             | 20,97              |
| Julio César Soulos                   |                       | Cambiemos                                 | 4.142              | 8,36               |
| Héctor Manuel Aquino                 |                       | Unión por la Libertad                     | 2.020              | 4,08               |
| Votos afirmativos                    | Votos afirmativos     | Votos afirmativos                         | 49.566             | 89,98              |
| Votos en blanco                      | Votos en blanco       | Votos en blanco                           | 3.338              | 6,06               |
| Votos nulos                          | Votos nulos           | Votos nulos                               | 2.179              | 3,96               |
| Participación                        | Participación         | Participación                             | 55.083             | 75,79              |
| Electores registrados                | Electores registrados | Electores registrados                     | 72.676             | 100                |
| Garay 1 Senador                      |                       |                                           |                    |                    |
| Candidato                            | Partido/Alianza       | Partido/Alianza                           | Votos              | %                  |
| Ricardo Adolfo Kaufmann              |                       | Frente Juntos                             | 7.046              | 54,77              |
| Germán Ariel Baumgartner (UCR)       |                       | Frente Progresista Cívico y Social        | 5.035              | 39,14              |
| José Antonio Osuna                   |                       | Cambiemos                                 | 783                | 6,09               |
| Votos afirmativos                    | Votos afirmativos     | Votos afirmativos                         | 12.864             | 94,23              |
| Votos en blanco                      | Votos en blanco       | Votos en blanco                           | 451                | 3,30               |
| Votos nulos                          | Votos nulos           | Votos nulos                               | 336                | 2,46               |
| Participación                        | Participación         | Participación                             | 13.651             | 74,27              |
| Electores registrados                | Electores registrados | Electores registrados                     | 18.379             | 100                |
| General López 1 Senador              |                       |                                           |                    |                    |
| Candidato                            | Partido/Alianza       | Partido/Alianza                           | Votos              | %                  |
| Lisandro Rudy Enrico (UCR)           |                       | Frente Progresista Cívico y Social        | 64.778             | 61,05              |
| María Cristina Gómez                 |                       | Frente Juntos                             | 29.981             | 28,26              |
| Gabriela Fernanda Sibiglia Bianqui   |                       | Cambiemos                                 | 11.347             | 10,69              |
| Votos afirmativos                    | Votos afirmativos     | Votos afirmativos                         | 106.106            | 91,58              |
| Votos en blanco                      | Votos en blanco       | Votos en blanco                           | 6.415              | 5,54               |
| Votos nulos                          | Votos nulos           | Votos nulos                               | 3.335              | 2,88               |
| Participación                        | Participación         | Participación                             | 115.856            | 72,30              |
| Electores registrados                | Electores registrados | Electores registrados                     | 160.234            | 100                |
| General Obligado 1 Senador           |                       |                                           |                    |                    |
| Candidato                            | Partido/Alianza       | Partido/Alianza                           | Votos              | %                  |
| Orfilio Eliseo José Marcón (UCR)     |                       | Frente Progresista Cívico y Social        | 45.827             | 46,53              |
| Amado Abel Zorzón                    |                       | Frente Juntos                             | 27.771             | 28,20              |
| Federico Gustavo Pezz                |                       | Cambiemos                                 | 24.888             | 25,27              |
| Votos afirmativos                    | Votos afirmativos     | Votos afirmativos                         | 98.486             | 93,15              |
| Votos en blanco                      | Votos en blanco       | Votos en blanco                           | 4.465              | 4,22               |
| Votos nulos                          | Votos nulos           | Votos nulos                               | 2.775              | 2,62               |
| Participación                        | Participación         | Participación                             | 105.726            | 74,37              |
| Electores registrados                | Electores registrados | Electores registrados                     | 142.155            | 100                |
| Iriondo 1 Senador                    |                       |                                           |                    |                    |
| Candidato                            | Partido/Alianza       | Partido/Alianza                           | Votos              | %                  |
| Hugo Jesús Rasetto (UCR)             |                       | Cambiemos                                 | 19.616             | 52,50              |
| Marcelo Cogno                        |                       | Frente Juntos                             | 8.519              | 22,80              |
| Andrés Fabián Cejas (PS)             |                       | Frente Progresista Cívico y Social        | 6.606              | 17,68              |
| Liliana Beatriz Alcine               |                       | Frente de Izquierda y de los Trabajadores | 1.408              | 3,77               |
| Telmo Sebastián Cerrano              |                       | Unite por la Familia y la Vida            | 1.214              | 3,25               |
| Votos afirmativos                    | Votos afirmativos     | Votos afirmativos                         | 37.363             | 89,31              |
| Votos en blanco                      | Votos en blanco       | Votos en blanco                           | 2.771              | 6,62               |
| Votos nulos                          | Votos nulos           | Votos nulos                               | 1.702              | 4,07               |
| Participación                        | Participación         | Participación                             | 41.836             | 73,63              |
| Electores registrados                | Electores registrados | Electores registrados                     | 56.823             | 100                |
| La Capital 1 Senador                 |                       |                                           |                    |                    |
| Candidato                            | Partido/Alianza       | Partido/Alianza                           | Votos              | %                  |
| Marcos Antonio Castelló              |                       | Frente Juntos                             | 122.387            | 46,28              |
| Jorge Henn (UCR)                     |                       | Frente Progresista Cívico y Social        | 86.759             | 32,81              |
| Gilda Adriana del Carmen Molina      |                       | Cambiemos                                 | 55.302             | 20,91              |
| Votos afirmativos                    | Votos afirmativos     | Votos afirmativos                         | 264.448            | 90,69              |
| Votos en blanco                      | Votos en blanco       | Votos en blanco                           | 13.168             | 4,52               |
| Votos nulos                          | Votos nulos           | Votos nulos                               | 13.972             | 4,79               |
| Participación                        | Participación         | Participación                             | 291.588            | 67,98              |
| Electores registrados                | Electores registrados | Electores registrados                     | 428.919            | 100                |
| Las Colonias 1 Senador               |                       |                                           |                    |                    |
| Candidato                            | Partido/Alianza       | Partido/Alianza                           | Votos              | %                  |
| Rubén Regis Pirola                   |                       | Frente Juntos                             | 31.730             | 53,03              |
| Marcelo Heladio Dellaporta (UCR)     |                       | Frente Progresista Cívico y Social        | 18.325             | 30,63              |
| Jorgelina Luján Ferreyra             |                       | Cambiemos                                 | 9.774              | 16,34              |
| Votos afirmativos                    | Votos afirmativos     | Votos afirmativos                         | 59.829             | 90,69              |
| Votos en blanco                      | Votos en blanco       | Votos en blanco                           | 3.715              | 5,63               |
| Votos nulos                          | Votos nulos           | Votos nulos                               | 2.427              | 3,68               |
| Participación                        | Participación         | Participación                             | 65.971             | 77,12              |
| Electores registrados                | Electores registrados | Electores registrados                     | 85.542             | 100                |
| Nueve de Julio 1 Senador             |                       |                                           |                    |                    |
| Candidato                            | Partido/Alianza       | Partido/Alianza                           | Votos              | %                  |
| Joaquín Raúl Horacio Gramajo (PJ)    |                       | Frente Progresista Cívico y Social        | 6.122              | 37,03              |
| Mario Hernán Ramos Ruddat            |                       | Frente Juntos                             | 5.373              | 32,50              |
| José Aníbal Asan                     |                       | Cambiemos                                 | 5.038              | 30,47              |
| Votos afirmativos                    | Votos afirmativos     | Votos afirmativos                         | 16.533             | 95,41              |
| Votos en blanco                      | Votos en blanco       | Votos en blanco                           | 428                | 2,47               |
| Votos nulos                          | Votos nulos           | Votos nulos                               | 368                | 2,12               |
| Participación                        | Participación         | Participación                             | 17.329             | 70,25              |
| Electores registrados                | Electores registrados | Electores registrados                     | 24.667             | 100                |
| Rosario 1 Senador                    |                       |                                           |                    |                    |
| Candidato                            | Partido/Alianza       | Partido/Alianza                           | Votos              | %                  |
| Marcelo Lewandowski                  |                       | Frente Juntos                             | 268.467            | 41,26              |
| Mónica Fein (PS)                     |                       | Frente Progresista Cívico y Social        | 202.456            | 31,11              |
| Martín Pablo Rosúa (UCR)             |                       | Cambiemos                                 | 115.920            | 17,81              |
| Dora Raquel María de Itatí Montedoro |                       | Unite por la Familia y la Vida            | 22.078             | 3,39               |
| Daniela Judith Vergara               |                       | Frente de Izquierda y de los Trabajadores | 21.928             | 3,37               |
| Facundo Gabriel Peralta              |                       | Frente Social y Popular                   | 19.879             | 3,05               |
| Votos afirmativos                    | Votos afirmativos     | Votos afirmativos                         | 650.728            | 90,84              |
| Votos en blanco                      | Votos en blanco       | Votos en blanco                           | 29.021             | 4,05               |
| Votos nulos                          | Votos nulos           | Votos nulos                               | 36.584             | 5,11               |
| Participación                        | Participación         | Participación                             | 716.333            | 70,71              |
| Electores registrados                | Electores registrados | Electores registrados                     | 1.013.032          | 100                |
| San Cristóbal 1 Senador              |                       |                                           |                    |                    |
| Candidato                            | Partido/Alianza       | Partido/Alianza                           | Votos              | %                  |
| Felipe Michlig (UCR)                 |                       | Frente Progresista Cívico y Social        | 23.730             | 61,53              |
| Luisina Andrea Giovannini            |                       | Frente Juntos                             | 12.185             | 31,59              |
| Juan Luis Baudino                    |                       | Cambiemos                                 | 2.652              | 6,88               |
| Votos afirmativos                    | Votos afirmativos     | Votos afirmativos                         | 38.567             | 93,38              |
| Votos en blanco                      | Votos en blanco       | Votos en blanco                           | 1.749              | 4,23               |
| Votos nulos                          | Votos nulos           | Votos nulos                               | 984                | 2,38               |
| Participación                        | Participación         | Participación                             | 41.300             | 73,10              |
| Electores registrados                | Electores registrados | Electores registrados                     | 56.495             | 100                |
| San Javier 1 Senador                 |                       |                                           |                    |                    |
| Candidato                            | Partido/Alianza       | Partido/Alianza                           | Votos              | %                  |
| José Ramón Baucero                   |                       | Frente Juntos                             | 9.087              | 48,93              |
| Sandra Mariana Passarino             |                       | Unidos                                    | 8.206              | 44,18              |
| Santiago Ignacio Vigil (PS)          |                       | Frente Progresista Cívico y Social        | 1.280              | 6,89               |
| Votos afirmativos                    | Votos afirmativos     | Votos afirmativos                         | 18.573             | 93,14              |
| Votos en blanco                      | Votos en blanco       | Votos en blanco                           | 633                | 3,17               |
| Votos nulos                          | Votos nulos           | Votos nulos                               | 735                | 3,69               |
| Participación                        | Participación         | Participación                             | 19.941             | 77,22              |
| Electores registrados                | Electores registrados | Electores registrados                     | 25.825             | 100                |
| San Jerónimo 1 Senador               |                       |                                           |                    |                    |
| Candidato                            | Partido/Alianza       | Partido/Alianza                           | Votos              | %                  |
| Leonardo Andrés Diana (UCR)          |                       | Frente Progresista Cívico y Social        | 20.584             | 46,23              |
| Guillermo Juan Chillemi              |                       | Frente Juntos                             | 17.210             | 38,66              |
| Paola Soledad Rasadore               |                       | Cambiemos                                 | 6.728              | 15,11              |
| Votos afirmativos                    | Votos afirmativos     | Votos afirmativos                         | 44.522             | 88,12              |
| Votos en blanco                      | Votos en blanco       | Votos en blanco                           | 3.819              | 7,56               |
| Votos nulos                          | Votos nulos           | Votos nulos                               | 2.183              | 4,32               |
| Participación                        | Participación         | Participación                             | 50.524             | 75,72              |
| Electores registrados                | Electores registrados | Electores registrados                     | 66.722             | 100                |
| San Justo 1 Senador                  |                       |                                           |                    |                    |
| Candidato                            | Partido/Alianza       | Partido/Alianza                           | Votos              | %                  |
| Rodrigo Leandro Borla (UCR)          |                       | Frente Progresista Cívico y Social        | 15.173             | 62,29              |
| Raúl Clementino Florentín            |                       | Frente Juntos                             | 6.111              | 25,09              |
| Julián Ezequiel Massi                |                       | Cambiemos                                 | 3.074              | 12,62              |
| Votos afirmativos                    | Votos afirmativos     | Votos afirmativos                         | 24.358             | 92,59              |
| Votos en blanco                      | Votos en blanco       | Votos en blanco                           | 1.042              | 3,96               |
| Votos nulos                          | Votos nulos           | Votos nulos                               | 908                | 3,45               |
| Participación                        | Participación         | Participación                             | 26.308             | 74,79              |
| Electores registrados                | Electores registrados | Electores registrados                     | 35.175             | 100                |
| San Lorenzo 1 Senador                |                       |                                           |                    |                    |
| Candidato                            | Partido/Alianza       | Partido/Alianza                           | Votos              | %                  |
| Armando Ramón Traferri               |                       | Frente Juntos                             | 54.046             | 56,26              |
| Ramón Pedro Soques (UCR)             |                       | Frente Progresista Cívico y Social        | 20.705             | 21,55              |
| Néstor Andrés Danelon                |                       | Cambiemos                                 | 10.027             | 10,44              |
| Cristian Alejandro Rodríguez         |                       | Unite por la Familia y la Vida            | 3.073              | 3,20               |
| Evangelina María Sellart             |                       | Espacio Grande                            | 3.066              | 3,19               |
| Miguel Ángel Martorell               |                       | Frente de Izquierda y de los Trabajadores | 2.858              | 2,98               |
| Daniel Pablo Romano                  |                       | Frente Social y Popular                   | 2.284              | 2,38               |
| Votos afirmativos                    | Votos afirmativos     | Votos afirmativos                         | 96.059             | 89,52              |
| Votos en blanco                      | Votos en blanco       | Votos en blanco                           | 5.982              | 5,57               |
| Votos nulos                          | Votos nulos           | Votos nulos                               | 5.269              | 4,91               |
| Participación                        | Participación         | Participación                             | 107.310            | 74,98              |
| Electores registrados                | Electores registrados | Electores registrados                     | 143.113            | 100                |
| San Martín 1 Senador                 |                       |                                           |                    |                    |
| Candidato                            | Partido/Alianza       | Partido/Alianza                           | Votos              | %                  |
| Cristina Antonia Berra               |                       | Frente Juntos                             | 21.370             | 58,96              |
| Esteban Federico Motta (UCR)         |                       | Frente Progresista Cívico y Social        | 10.654             | 29,40              |
| Norberto R. Bianciotto               |                       | Cambiemos                                 | 4.220              | 11,64              |
| Votos afirmativos                    | Votos afirmativos     | Votos afirmativos                         | 36.244             | 91,72              |
| Votos en blanco                      | Votos en blanco       | Votos en blanco                           | 1.920              | 4,86               |
| Votos nulos                          | Votos nulos           | Votos nulos                               | 1.353              | 3,42               |
| Participación                        | Participación         | Participación                             | 39.517             | 75,40              |
| Electores registrados                | Electores registrados | Electores registrados                     | 52.408             | 100                |
| Vera 1 Senador                       |                       |                                           |                    |                    |
| Candidato                            | Partido/Alianza       | Partido/Alianza                           | Votos              | %                  |
| Osvaldo Hugo Segundo Sosa            |                       | Frente Juntos                             | 14.764             | 51,34              |
| Sergio Javier Rojas (PS)             |                       | Frente Progresista Cívico y Social        | 12.224             | 42,52              |
| Jorge Rafael Lucas Yuquich           |                       | Cambiemos                                 | 1.771              | 6,16               |
| Votos afirmativos                    | Votos afirmativos     | Votos afirmativos                         | 28.759             | 92,70              |
| Votos en blanco                      | Votos en blanco       | Votos en blanco                           | 1.544              | 4,98               |
| Votos nulos                          | Votos nulos           | Votos nulos                               | 720                | 2,32               |
| Participación                        | Participación         | Participación                             | 31.023             | 75,04              |
| Electores registrados                | Electores registrados | Electores registrados                     | 43.064             | 100                |